# Anodiscus
Anodiscus es un género con tres especies de plantas herbáceas  perteneciente a la familia Gesneriaceae. Es originario de Perú.
En The Genera of Gesneriaceae figura como un sinónimo del género Gloxinia.

## Especies
- Anodiscus peruvianus Benth.
- Anodiscus weirii Wiehler
- Anodiscus xanthophyllus 	(Poepp.) Mansf.